# Малая Антоновка (Тульская область)
Ма́лая Анто́новка (также — Нижняя Антоновка, Дальняя Антоновка) — упразднённая деревня на территории современного (с 2015 года) Зареченского территориального округа муниципального образования Тула Тульской области России.
До упразднения уездно-губернского деления (1929) входило в состав Варфоломеевской волости второго стана Алексинского уезда Тульской губернии.

## География
Деревня находилось  центральной части региона, в зоне хвойно-широколиственных лесов, в пределах северо-восточной части Среднерусской возвышенности, к востоку от деревни Никулинские Выселки (Алексинский район) и к западу от деревни Хомутовка (Ленинский район).

### Климат
Климат в местности характеризуется как умеренно континентальный, с умеренно холодной снежной зимой и относительно тёплым летом. Среднегодовая многолетняя температура воздуха составляет +3,7 — +4,2 °С. Средняя температура воздуха самого холодного месяца (января) — −10 °C (абсолютный минимум — −42 °C), средняя температура самого тёплого (июля) — +18,4 °С (абсолютный максимум — +38 °C). Вегетационный период длится в среднем 180 дней. Среднегодовое количество атмосферных осадков составляет 545 мм, из которых большая часть (около 70 %) выпадает в тёплый период. Снежный покров держится в течение 135 дней. В течение года в розе ветров преобладают ветры юго-западных и западных направлений. Скорость их колеблется в пределах от 3,2 до 4,8 м/с.

## История
Относилась к Покровской церкви села Коростина (Покровского).
Малая и Большая Антоновка отмечены  на карте РККА 1941 года, на послевоенной карте 1947 года

## Население
В 1859 году насчитывала 5 дворов, 20 мужчин и 17 женщин.